# ياسمين موديستين
ياسمين موديستين هي ممثلة ومغنية وكاتبة أغاني وكاتبة مسرحية فرنسية . ترتكز أغانيه على تقليد الأغاني النصية وتتخللها بعض لهجات موسيقى الجاز.

## سيرة شخصية
نشأت ياسمين موديستين في نورماندي حيث بدأت في التلحين والغناء والعزف على الجيتار ثم البيانو. ثم بدأت العمل في المسرح والسينما والتلفزيون والإذاعة.
حفل جديد لياسمين موديستين"، لوفيجارو، 14 ديسمبر 2008 (تمت الزيارة في 30 مايو 2013) "ياسمين موديستين"، عن ياسمين موديستين (تم الاطلاع في 1 أكتوبر 2023) "ميتيس، نحن 200%، دمان من أجل الدم"، على لو هاف بوست، 15 يونيو 2015 (تم الاطلاع في 1 أكتوبر 2023). "الدبلجة: ممثلة مختلطة الأعراق تتهم السينما الفرنسية بالعنصرية"، لوموند (أعيد نشر المقال)، 5 يناير 2009 (تمت الزيارة في 7 مايو 2009). "يا له من عار أنك لست أكثر سوادًا!" »، أفريقيا، 2005 (تمت الزيارة في 28 فبراير 2018) "ياسمين موديستين "أنا أتعرض للانتقاد لكوني سوداء للغاية أو شاحبة للغاية""، liberation.fr، 9 يونيو 2015 (تمت الزيارة في 7 مايو 2009). "فوق قمم الأشجار"، على مسرح دو روند بوينت